# 勞登河 (卡爾河支流)
50°6′5.17″N 9°16′2.56″E / 50.1014361°N 9.2673778°E

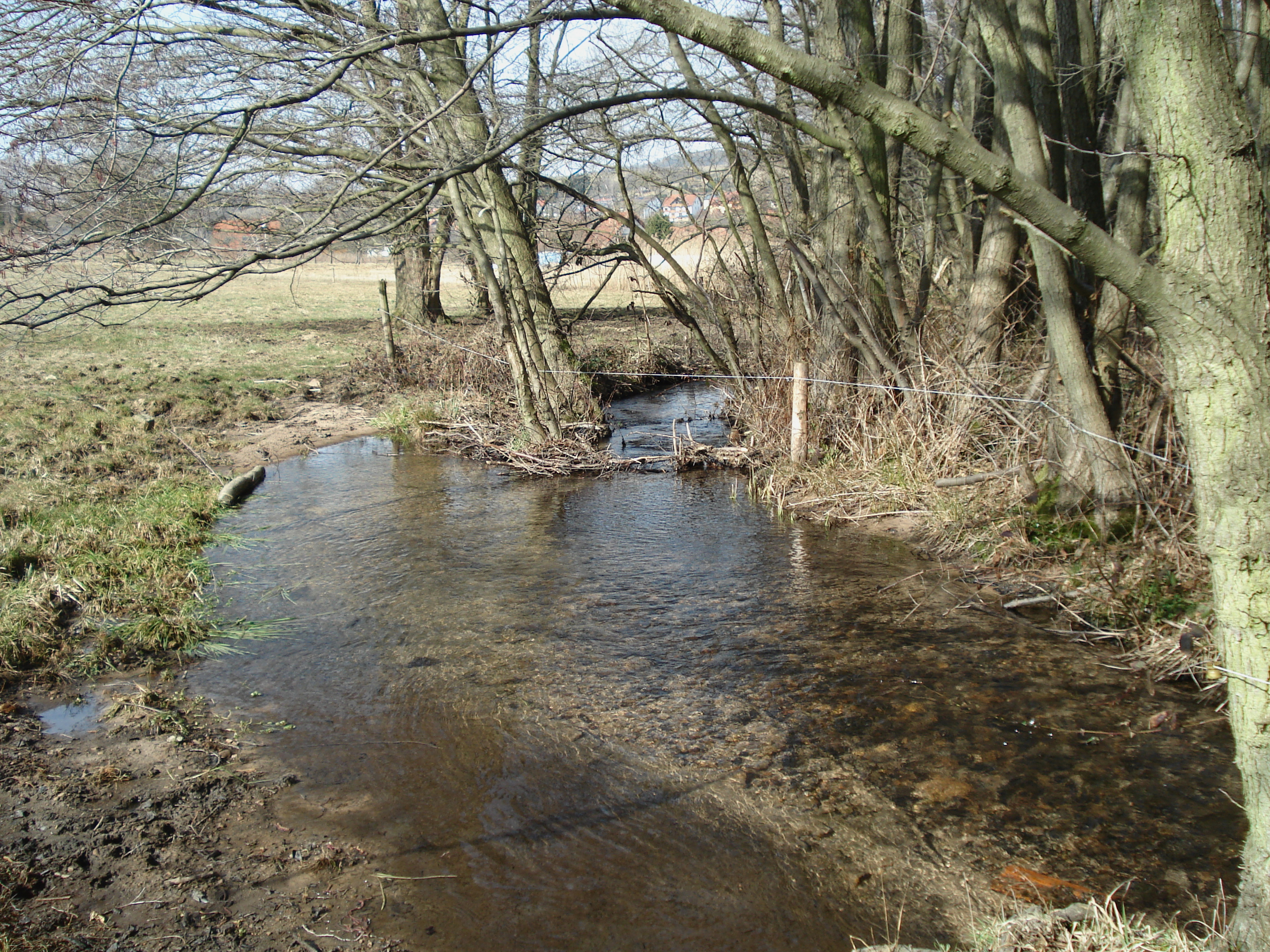

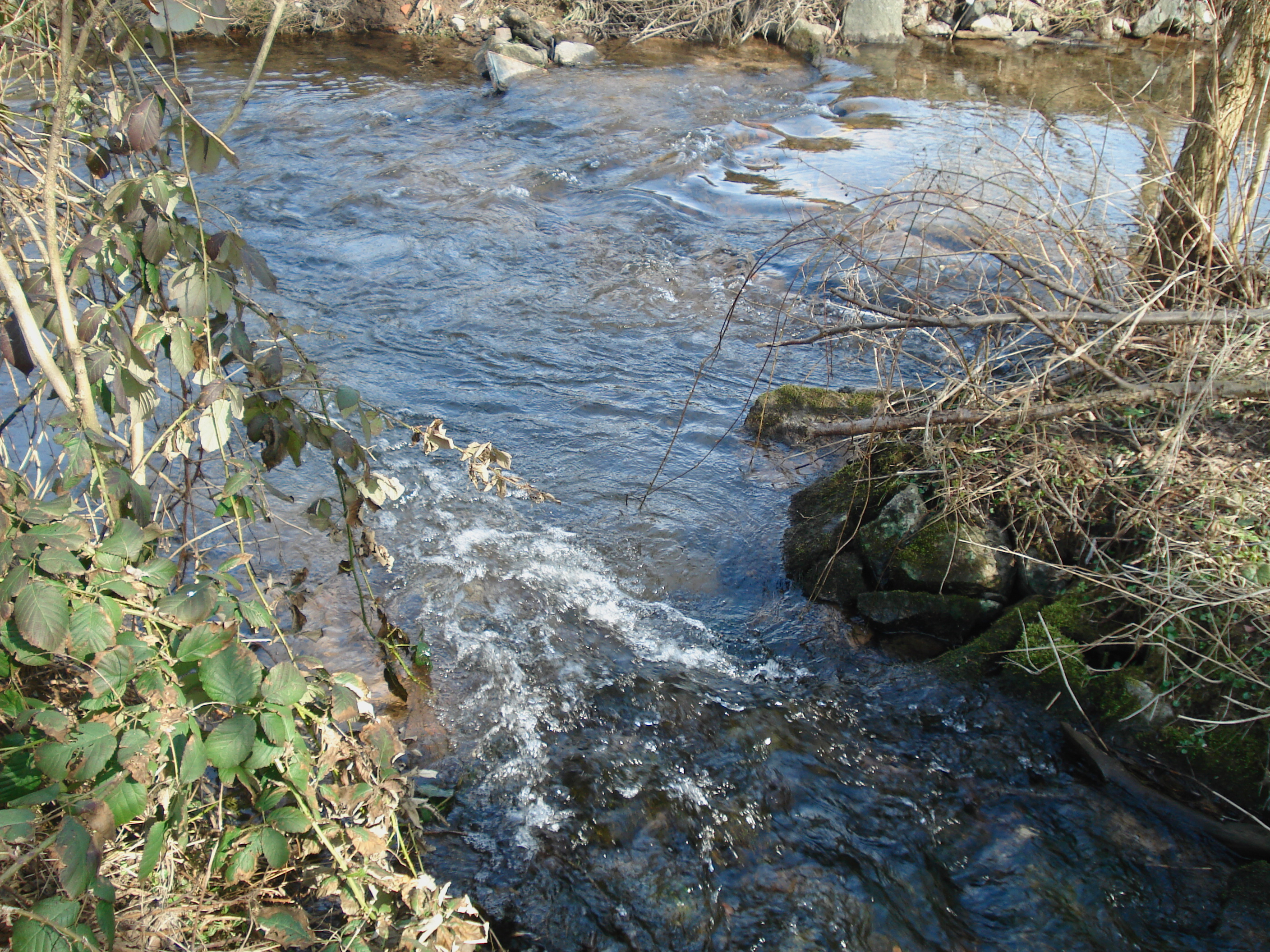

勞登河（德語：Laudenbach）是德國巴伐利亚州的河流，位於該國東南部，屬於卡爾河的左支流，河道全長2.2公里，流域面積4.5平方公里。